# Lang (họ)
Lang là một họ của người châu Á. Họ này có ở Việt NamTrung Quốc (chữ Hán: 郎, Bính âm: Láng) và Triều Tiên (Hangul: 낭/랑, Romaja quốc ngữ: Nang/Rang). Họ này đứng thứ 48 trong danh sách Bách gia tính.
Ở Việt Nam, Lang là một họ của người dân tộc Thái (Chủ yếu ở phía Tây Bắc của tỉnh Thanh Hóa).

## Người Trung Quốc họ Lang
- Lang Sĩ Nguyên, thi nhân thời nhà Đường
- Lang Đình Tá, quan viên nhà Thanh
- Lang Lãng, nghệ sĩ độc tấu dương cầm người Trung Quốc, dân tộc Mãn Châu
- Lang Hàm Bình, chuyên gia kinh tế Hồng Kông
- Lang Mai Khanh.